# Johanna Francella
Johanna Inés Francella (Buenos Aires, 4 de diciembre de 1993), conocida artísticamente como Yoyi Francella, es una actriz y presentadora argentina. Es conocida principalmente por sus papeles en las series Heidi, bienvenida a casa, Golpe al corazón y Millennials. Es hija de María Inés Breña y Guillermo Francella,    hermana menor de Nicolás Francella, ambos actores.

## Carrera profesional
Comenzó su carrera en la telenovela policial Noche y día de Canal 13, donde interpretó el papel de Jazmín, el cual marcó su debut en la actuación. Al año siguiente, Francella participó como locutora del programa De girafa (2015) junto a Franco Nied, Camila Ambroggi y Tomás Allande en la emisora Radio y Punto. En 2016, integró el elenco principal de la serie Si solo si, emitida por la TV Pública y donde interpretó a Valentina durante tres temporadas.
En 2017, interpretó a Vicky en la serie infantojuvenil Heidi, bienvenida a casa de Nickelodeon Latinoamérica. Poco después, formó parte del elenco principal de la telenovela Golpe al corazón de Telefe, donde interpretó a Celeste Farías el interés amoroso de Diego Figueroa (Stéfano De Gregorio). Ese mismo año, coprotagonizó la obra teatral Justo en lo mejor de mi vida junto a Miguel Ángel Rodríguez, Julia Calvo, Diego Pérez y Pepe Monje en el teatro Picadilly, siendo dirigidos por el actor Luis Brandoni.
Su siguiente trabajo en televisión fue la serie Millennials de Net TV, donde actuó el papel de Alma Carrizo y compartió protagonismo con Nicolás Riera, Laura Laprida, Juan Manuel Guilera, Matías Mayer y Noelia Marzol. En 2019, Johanna se sumó al elenco de la telenovela Argentina, tierra de amor y venganza de Canal 13, donde interpretó a Malena, una fotógrafa que trabaja en el mismo periódico que Lucía (Delfina Chaves).
En febrero de 2023, se incorporó a la conducción del programa digital Antes que nadie, emitido por Luzu TV, luego de la salida de Candelaria Molfese, donde comparte pantalla con Diego Leuco, Micaela Vázquez y Martín «El Trinche» Dardik.

## Filmografía

### Cine
| Año  | Título            | Papel                  | Director         |
| ---- | ----------------- | ---------------------- | ---------------- |
| 2000 | Papá es un ídolo  | Extra                  | Juan José Jusid  |
| 2020 | El robo del siglo | Lucía Vitette Sellanes | Ariel Winograd   |
| 2023 | Papá al rescate   | Laura                  | Marcos Carnevale |

### Televisión
| Año       | Título                               | Papel             | Notas                             |
| --------- | ------------------------------------ | ----------------- | --------------------------------- |
| 2014-2015 | Noche y día                          | Jazmín            |                                   |
| 2016-2020 | Si solo si                           | Valentina         |                                   |
| 2017      | Heidi, bienvenida a casa             | Victoria "Vicky"  |                                   |
| 2017-2018 | Golpe al corazón                     | Celeste Farías    |                                   |
| 2018-2021 | Millennials                          | Alma Carrizo      |                                   |
| 2019      | Go! Vive a tu manera                 | Rosario           |                                   |
| 2019      | Con amigos así                       | Coconductora      |                                   |
| 2019      | Argentina, tierra de amor y venganza | Malena            |                                   |
| 2021      | El mundo de Mateo                    | Carolina Talesnik |                                   |
| 2022      | Los protectores                      | Sandra            | Episodio: «El único y último gol» |
| 2022      | El primero de nosotros               | Zoe               |                                   |

### Web
| Año           | Título          | Papel      | Canal   |
| ------------- | --------------- | ---------- | ------- |
| 2023-presente | Antes que nadie | Conductora | Luzu TV |

### Videos musicales
| Año  | Video               | Papel             | Artista                   |
| ---- | ------------------- | ----------------- | ------------------------- |
| 2019 | «Apenas son las 12» | Interés romántico | Ruggero Pasquarelli y MYA |

## Teatro
| Año  | Título                       | Papel               | Lugar                       |
| ---- | ---------------------------- | ------------------- | --------------------------- |
| 2017 | Justo en lo mejor de mi vida | Yanina              | Teatro Picadilly            |
| 2019 | Perfectos desconocidos       | Hija de Rocco y Eva | Centro Cultural Casa España |

## Radio
| Año  | Título    | Rol      | Emisora     |
| ---- | --------- | -------- | ----------- |
| 2015 | De girafa | Locutora | RadioyPunto |